# Verrucella cumingi
Verrucella cumingi is een zachte koraalsoort uit de familie Ellisellidae. De koraalsoort komt uit het geslacht Verrucella. Verrucella cumingi werd in 1870 voor het eerst wetenschappelijk beschreven door Gray. 